# 南山街道 (北票市)
南山街道，是中华人民共和国辽宁省朝阳市北票市下辖的一个乡镇级行政单位。

## 行政区划
南山街道下辖以下地区：
信合社区、花园社区、二院社区、宏发社区、盛达社区、合兴社区和孤岛社区。